# City Star Airlines
City Star Airlines – brytyjska linia lotnicza z siedzibą w Aberdeen, w Szkocji. Głównym węzłem był Port lotniczy Aberdeen.